# IC 5346
IC 5346 — галактика типу E (еліптична галактика) у сузір'ї Пегас.
Цей об'єкт міститься в оригінальній редакції індексного каталогу.